# Îles Litke
Les îles Litke, en russe Острова Литке, sont un ensemble d'îles de l’archipel Nordenskiöld. 

## Géographie

Les îles Litke en jaune.

### Îles du groupe
Les îles composant le groupe sont :
- Ermolov
- Torosny
- Chilejko
- Sofia
- Sikora
- Pedachenko
- Unkovsky
- Tri Brata

### Îles adjacentes
- Îles Pakhtoussov